# Bardou (Dordogne)
Pour les articles homonymes, voir Bardou.
Bardou est une commune française située dans le département de la Dordogne, en région Nouvelle-Aquitaine.

## Géographie

### Généralités
Dans l'extrême sud du département de la Dordogne, la commune de Bardou est située en Bergeracois, dans l'aire d'attraction de Bergerac, 
À l'écart des routes principales, le petit bourg se situe, en distances orthodromiques, douze kilomètres au sud-sud-ouest de Lalinde et vingt kilomètres au sud-est du centre-ville de Bergerac.
À un kilomètre au nord du bourg, le territoire communal est traversé par la route départementale 25, entre Issigeac et Naussannes.

### Communes limitrophes
Bardou est limitrophe de cinq autres communes.
|         | Monsac |                       |
| Montaut | Bardou | Naussannes            |
| Boisse  |        | Saint-Léon-d'Issigeac |

### Géologie et relief

#### Géologie
Situé sur la plaque nord du Bassin aquitain et bordé à son extrémité nord-est par une frange du Massif central, le département de la Dordogne présente une grande diversité géologique. Les terrains sont disposés en profondeur en strates régulières, témoins d'une sédimentation sur cette ancienne plate-forme marine. Le département peut ainsi être découpé sur le plan géologique en quatre gradins différenciés selon leur âge géologique. Bardou est située dans le quatrième gradin à partir du nord-est, un plateau formé de dépôts siliceux-gréseux et de calcaires lacustres de l'ère tertiaire.
Les couches affleurantes sur le territoire communal sont constituées de roches sédimentaires datant du Cénozoïque. La formation la plus ancienne, notée g1-Cc, est la formation du calcaire de Castillon, un calcaire lacustre micritique dur azoïque à nodules d'argiles vertes (plusieurs mètres d'épaisseur), avec un faciès de meuliérisation localement (Rupélien basal continental). La formation la plus récente, notée g1-Cmo, est du calcaire de Monbazillac, un calcaire lacustre et marno-calcaire localement meuliérisé et des argiles carbonatées à nodules calcaires (Rupélien continental). Le descriptif de ces couches est détaillé dans  la feuille « no 830 - Eymet » de la carte géologique au 1/50 000 de la France métropolitaine, et sa notice associée.

Carte géologique de Bardou.

#### Relief et paysages
Le département de la Dordogne se présente comme un vaste plateau incliné du nord-est (491 m, à la forêt de Vieillecour dans le Nontronnais, à Saint-Pierre-de-Frugie) au sud-ouest (2 m à Lamothe-Montravel). L'altitude du territoire communal varie quant à elle entre 124 m et 181 m,.
Dans le cadre de la Convention européenne du paysage entrée en vigueur en France le 1er juillet 2006, renforcée par la loi du 8 août 2016 pour la reconquête de la biodiversité, de la nature et des paysages, un atlas des paysages de la Dordogne a été élaboré sous maîtrise d’ouvrage de l’État et publié en octobre 2020. Les paysages du département s'organisent en huit unités paysagères et 14 sous-unités. La commune est dans le Bergeracois, une région naturelle présentant un relief contrasté, avec les deux grandes vallées de la Dordogne et du Dropt séparées par un plateau plus ou moins vallonné, dont la pente générale s’incline doucement d’est en ouest. Ce territoire offre des paysages ouverts qui tranchent avec les paysages périgourdins. Il est composé de vignes, vergers et cultures,.
La superficie cadastrale de la commune publiée par l'Insee, qui sert de référence dans toutes les statistiques, est de 4,76 km2,,. La superficie géographique, issue de la BD Topo, composante du Référentiel à grande échelle produit par l'IGN, est quant à elle de 4,84 km2.

### Hydrographie

#### Réseau hydrographique
La commune est située pour partie dans le bassin de la Dordogne et pour partie dans le bassin de la Garonne au sein du Bassin Adour-Garonne. Elle est drainée par la Banège, le Couzeau et par trois petits cours d'eau, qui constituent un réseau hydrographique de 4 km de longueur totale,.
La Banège, d'une longueur totale de 17,6 km, prend sa source près de la limite sud-ouest de la commune et se jette dans le Dropt en rive droite à Plaisance, face à Cahuzac,. Elle arrose l'ouest de la commune sur un kilomètre dont 400 mètres en limite de Boisse.
Le Couzeau, d'une longueur totale de 13,76 km, prend sa source dans le nord de la commune et se jette dans la Dordogne à Varennes, face à Baneuil,. Il baigne le nord de la commune sur un kilomètre dont 140 mètres servent de limite naturelle face à Naussannes.

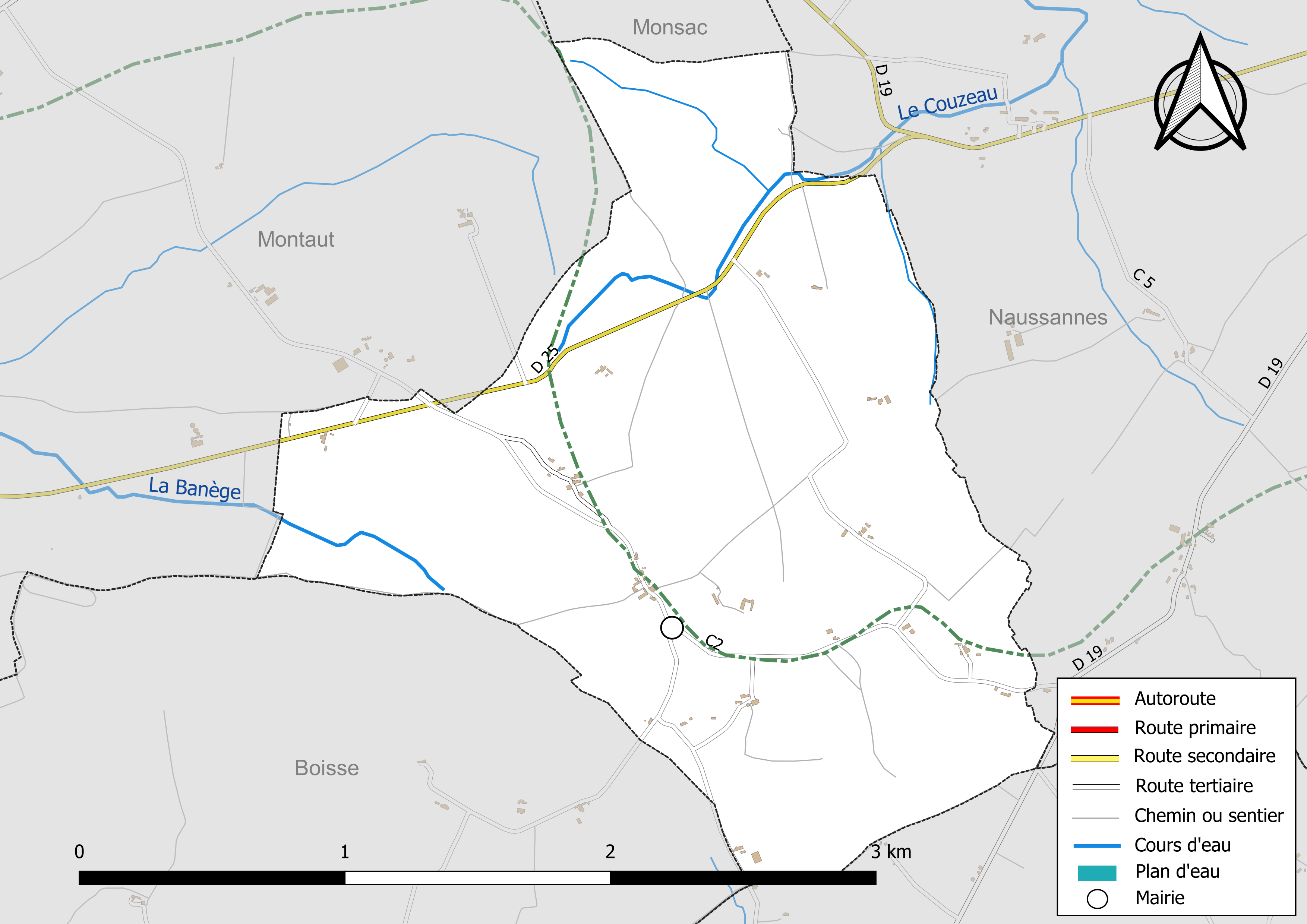
Réseaux hydrographique et routier de Bardou.
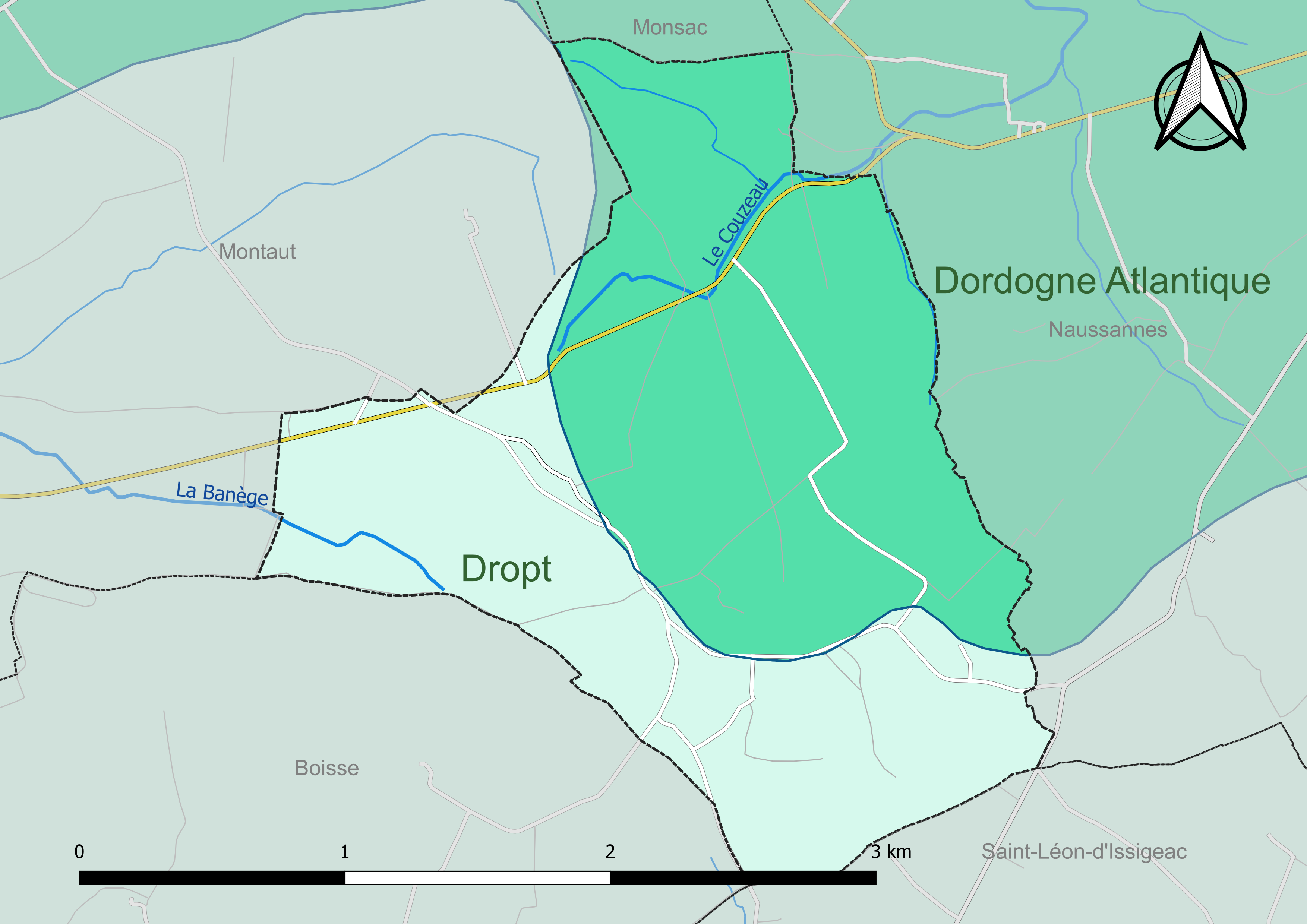
Carte des schémas d'aménagement et de gestion des eaux (SAGE) couvrant le territoire communal de Bardou.

#### Gestion et qualité des eaux
Le territoire communal est couvert par les schémas d'aménagement et de gestion des eaux (SAGE) « Dordogne Atlantique » et « Dropt ». Le SAGE « Dordogne Atlantique », dont le territoire correspond au sous‐bassin le plus aval du bassin versant de la Dordogne (aval de la confluence Dordogne - Vézère)., d'une superficie de 2 700 km2 est en cours d'élaboration. La structure porteuse de l'élaboration et de la mise en œuvre est l'établissement public territorial de bassin de la Dordogne (EPIDOR). Le SAGE « Dropt », dont le territoire correspond au bassin versant du Dropt, d'une superficie de 1 522 km2, a été approuvé le 13 janvier 2022. La structure porteuse de l'élaboration et de la mise en œuvre est le syndicat mixte EPIDROPT. Ils définissent chacun sur leur territoire les objectifs généraux d’utilisation, de mise en valeur et de protection quantitative et qualitative des ressources en eau superficielle et souterraine, en respect des objectifs de qualité définis dans le troisième SDAGE du Bassin Adour-Garonne qui couvre la période 2022-2027, approuvé le 10 mars 2022.
Le territoire communal est partagé à environ 55 % pour le SAGE Dordogne Atlantique au nord et à l'est, et à 45 % pour le SAGE Dropt, à l'ouest et au sud.
La qualité des eaux de baignade et des cours d’eau peut être consultée sur un site dédié géré par les agences de l’eau et l’Agence française pour la biodiversité.

### Climat
Pour des articles plus généraux, voir Climat de la Nouvelle-Aquitaine et Climat de la Dordogne.
Historiquement, la commune est exposée à un climat océanique aquitain.  
En 2020, Météo-France publie une typologie des climats de la France métropolitaine dans laquelle la commune est exposée à un climat océanique altéré et est dans la région climatique  Aquitaine, Gascogne, caractérisée par une pluviométrie abondante au printemps, modérée en automne, un faible ensoleillement au printemps, un été chaud (19,5 °C), des vents faibles, des brouillards fréquents en automne et en hiver et des orages fréquents en été (15 à 20 jours).
Pour la période 1971-2000, la température annuelle moyenne est de 12,7 °C, avec  une amplitude thermique annuelle de 15,1 °C. Le cumul annuel moyen de précipitations est de 879 mm, avec 11,9 jours de précipitations en janvier et 6,7 jours en juillet. Pour la période 1991-2020, la température moyenne annuelle observée sur la station météorologique la plus proche, située sur la commune de Bergerac à 20 km à vol d'oiseau, est de 13,2 °C et le cumul annuel moyen de précipitations est de 792,9 mm,. Pour l'avenir, les paramètres climatiques de la commune estimés pour 2050 selon différents scénarios d’émission de gaz à effet de serre sont consultables sur un site dédié publié par Météo-France en novembre 2022.

## Urbanisme

### Typologie
Au 1er janvier 2024, Bardou est catégorisée commune rurale à habitat très dispersé, selon la nouvelle grille communale de densité à 7 niveaux définie par l'Insee en 2022.
Elle est située hors unité urbaine. Par ailleurs la commune fait partie de l'aire d'attraction de Bergerac, dont elle est une commune de la couronne,. Cette aire, qui regroupe 73 communes, est catégorisée dans les aires de 50 000 à moins de 200 000 habitants,.

### Occupation des sols
L'occupation des sols de la commune, telle qu'elle ressort de la base de données européenne d’occupation biophysique des sols Corine Land Cover (CLC), est marquée par l'importance des territoires agricoles (95,1 % en 2018), une proportion identique à celle de 1990 (95,1 %). La répartition détaillée en 2018 est la suivante : 
terres arables (71,1 %), zones agricoles hétérogènes (24 %), forêts (4,9 %). L'évolution de l’occupation des sols de la commune et de ses infrastructures peut être observée sur les différentes représentations cartographiques du territoire : la carte de Cassini (XVIIIe siècle), la carte d'état-major (1820-1866) et les cartes ou photos aériennes de l'IGN pour la période actuelle (1950 à aujourd'hui).

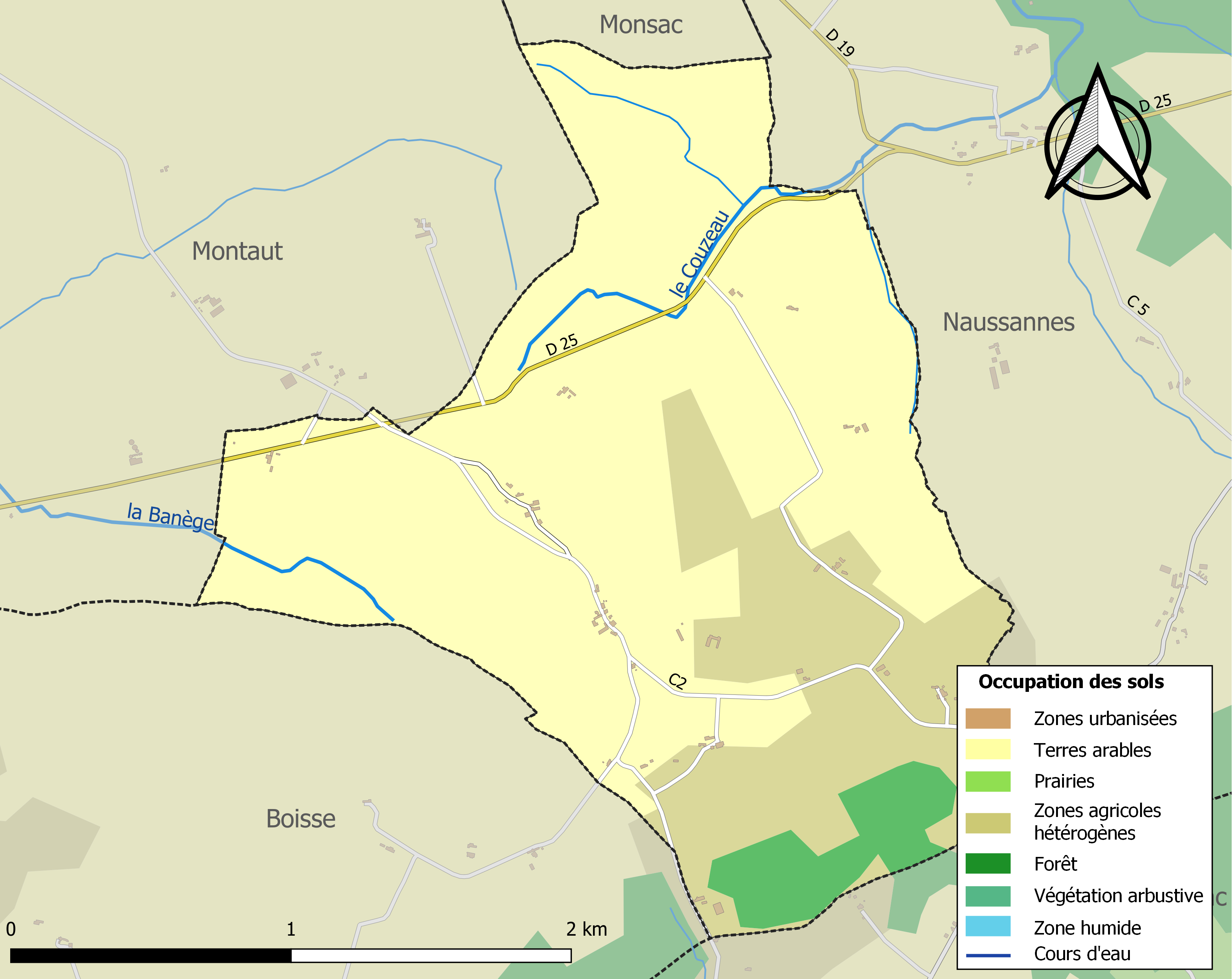
Carte des infrastructures et de l'occupation des sols de la commune en 2018 (CLC).

### Villages, hameaux et lieux-dits
Outre le bourg de Bardou proprement dit, le territoire se compose de quelques autres villages ou hameaux, ainsi que de lieux-dits :
- les Auquettes
- les Barthes
- la Borde
- la Borie Basse
- les Bouyjoux
- le Charlat
- la Croix
- Entraygues
- la Fonfine
- Grand Eyral
- la Mouthe
- Peyreprat
- le Suquet.

### Prévention des risques
Le territoire de la commune de Bardou est vulnérable à différents aléas naturels : météorologiques (tempête, orage, neige, grand froid, canicule ou sécheresse), feux de forêts, mouvements de terrains et séisme (sismicité très faible). Un site publié par le BRGM permet d'évaluer simplement et rapidement les risques d'un bien localisé soit par son adresse soit par le numéro de sa parcelle.
Bardou est exposée au risque de feu de forêt. L’arrêté préfectoral du 14 mars 2013 fixe les conditions de pratique des incinérations et de brûlage dans un objectif de réduire le risque de départs d’incendie. À ce titre, des périodes sont déterminées : interdiction totale du 15 février au 15 mai et du 15 juin au 15 octobre, utilisation réglementée du 16 mai au 14 juin et du 16 octobre au 14 février. En septembre 2020, un plan inter-départemental de protection des forêts contre les incendies (PidPFCI) a été adopté pour la période 2019-2029,.

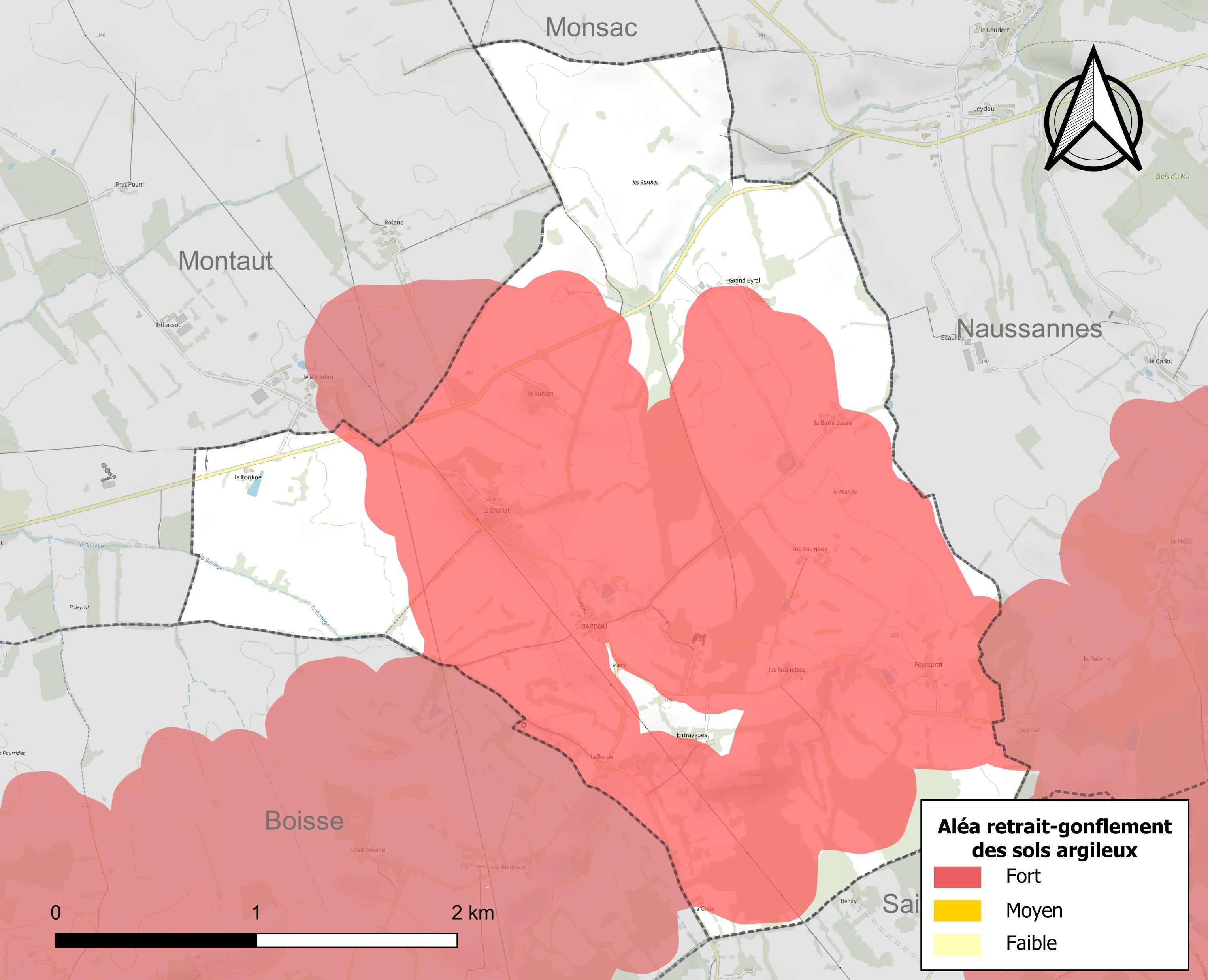
Carte des zones d'aléa retrait-gonflement des sols argileux de Bardou.

Les mouvements de terrains susceptibles de se produire sur la commune sont des tassements différentiels. Le retrait-gonflement des sols argileux est susceptible d'engendrer des dommages importants aux bâtiments en cas d’alternance de périodes de sécheresse et de pluie. 66,6 % de la superficie communale est en aléa moyen ou fort (58,6 % au niveau départemental et 48,5 % au niveau national métropolitain). Depuis le 1er octobre 2020, en application de la loi ÉLAN, différentes contraintes s'imposent aux vendeurs, maîtres d'ouvrages ou constructeurs de biens situés dans une zone classée en aléa moyen ou fort,.
La commune a été reconnue en état de catastrophe naturelle au titre des dommages causés par les inondations et coulées de boue survenues en 1982 et 1999, par la sécheresse en 1989 et 1997 et par des mouvements de terrain en 1999.

## Toponymie
Le nom de la localité est attesté sous la forme Bardo en 1286.
Le nom de la commune se référerait, soit à un nom de personnage d'origine germanique Bardulf ou Bardonem, soit à l'occitan bart, correspondant à une terre argileuse,.
En occitan, la commune porte le nom de Bardon.

## Histoire
La première mention écrite connue du lieu remonte à l'an 1286 sous la forme Bardo.
Sur la carte de Cassini représentant la France entre 1756 et 1789, le village est identifié sous le nom de Bardon.

## Politique et administration

### Administration municipale
La population de la commune étant inférieure à 100 habitants au recensement de 2017, sept conseillers municipaux ont été élus en 2020,.

### Liste des maires
| Période                                  | Période   | Identité             | Étiquette  | Qualité                             |
| ---------------------------------------- | --------- | -------------------- | ---------- | ----------------------------------- |
| Les données manquantes sont à compléter. |           |                      |            |                                     |
| 1792                                     | 1799      | Jean Villatte        |            | Officier public                     |
| 1799                                     | 1813      | Joseph Lespinasse    |            |                                     |
| 1813                                     | 1830      | Henri de Montferrand |            |                                     |
| 1830                                     | 1832      | Charles Roger        |            |                                     |
| 1832                                     | 1847      | Joseph Lespinasse    |            |                                     |
| 1847                                     | 1849      | Jean Coste           |            |                                     |
| 1849                                     | 1851      | Joseph de Lagineste  |            |                                     |
| 1851                                     | 1852      | Louis Durieu         |            |                                     |
| 1852                                     | 1854      | Augustin Lespinasse  |            |                                     |
| 1854                                     | 1858      | Joseph de Lagineste  |            |                                     |
| 1858                                     | 1869      | Augustin Lespinasse  |            |                                     |
| 1869                                     | 1870      | Gerbony Amouroux     |            |                                     |
| 1870                                     | 1878      | Antoine Laururie     |            |                                     |
| 1878                                     | 1887      | Élie Laururie        |            |                                     |
| 1887                                     | 1892      | Charles Roger        |            |                                     |
| 1892                                     | 1900      | Jean Faugère         |            |                                     |
| 1900                                     | 1908      | Félix Blanc          |            |                                     |
| 1908                                     | 1919      | Jean Eynard          |            |                                     |
| 1919                                     | 1940      | Albin Jean Feuille   |            |                                     |
| 1940                                     | 1941      | Louis Bouyna         |            | Faisant fonction de maire           |
| 1941                                     | 1942      | Charles Duchet       |            | Maire désigné                       |
| 1942                                     | 1944      | Max de Lachaux       |            | Président de la délégation spéciale |
| 1944                                     | 1945      | Ludovic Feuille      |            | Maire délégué                       |
| 1945                                     | 1955      | Adolphe Groux        |            |                                     |
| 1955                                     | 1971      | Georges Delfieux     |            |                                     |
| 1971                                     | 1983      | Thierry Heuzey       |            |                                     |
| 1983                                     | 1995      | Bernard Godinot      |            |                                     |
| 1995                                     | 2001      | Alain Feuille        |            |                                     |
| mars 2001                                | mars 2008 | Huguette Mouton      |            |                                     |
| mars 2008                                | mars 2017 | Michel Castagnet     | SE puis PS |                                     |
| mars 2017                                | mai 2020  | Jean-Louis Gasseau   | PS         |                                     |
| mai 2020                                 | En cours  | Jean-Paul Roussely   |            |                                     |

## Équipements et services publics

### Justice
Dans le domaine judiciaire, Bardou relève : 
- du tribunal judiciaire, du tribunal pour enfants, du conseil de prud'hommes et du tribunal de commerce de Bergerac ;
- du pôle Nationalité du tribunal judiciaire de Périgueux (compétent uniquement dans le domaine de la nationalité) ;
- de la cour d'appel, du tribunal administratif et de la  cour administrative d'appel de Bordeaux.

## Population et société

### Démographie
Les habitants de Bardou se nomment les Bardoviens.
L'évolution du nombre d'habitants est connue à travers les recensements de la population effectués dans la commune depuis 1793. Pour les communes de moins de 10 000 habitants, une enquête de recensement portant sur toute la population est réalisée tous les cinq ans, les populations de référence des années intermédiaires étant quant à elles estimées par interpolation ou extrapolation. Pour la commune, le premier recensement exhaustif entrant dans le cadre du nouveau dispositif a été réalisé en 2006.

En 2022, la commune comptait 43 habitants, en évolution de −2,27 % par rapport à 2016 (Dordogne : +0,37 %, France hors Mayotte : +2,11 %).
| 1793 | 1800 | 1806 | 1821 | 1831 | 1836 | 1841 | 1846 | 1851 |
| ---- | ---- | ---- | ---- | ---- | ---- | ---- | ---- | ---- |
| 191  | 191  | 199  | 220  | 196  | 184  | 192  | 178  | 174  |

| 1856 | 1861 | 1866 | 1872 | 1876 | 1881 | 1886 | 1891 | 1896 |
| ---- | ---- | ---- | ---- | ---- | ---- | ---- | ---- | ---- |
| 164  | 155  | 159  | 166  | 170  | 154  | 130  | 127  | 111  |

| 1901 | 1906 | 1911 | 1921 | 1926 | 1931 | 1936 | 1946 | 1954 |
| ---- | ---- | ---- | ---- | ---- | ---- | ---- | ---- | ---- |
| 127  | 118  | 131  | 100  | 103  | 120  | 102  | 98   | 85   |

| 1962 | 1968 | 1975 | 1982 | 1990 | 1999 | 2006 | 2011 | 2016 |
| ---- | ---- | ---- | ---- | ---- | ---- | ---- | ---- | ---- |
| 57   | 54   | 58   | 43   | 36   | 33   | 44   | 42   | 44   |

| 2021 | 2022 | - | - | - | - | - | - | - |
| ---- | ---- | - | - | - | - | - | - | - |
| 45   | 43   | - | - | - | - | - | - | - |

## Économie

### Emploi
En 2015, parmi la population communale comprise entre 15 et 64 ans, les actifs représentent quinze personnes, soit 34,9 % de la population municipale. Le nombre de chômeurs (deux) a augmenté par rapport à 2010 (zéro) et le taux de chômage de cette population active s'établit à 13,3 %.

### Établissements
Au 31 décembre 2015, la commune compte six établissements, dont trois relatifs au secteur administratif, à l'enseignement, à la santé ou à l'action sociale, deux au niveau des commerces, transports ou services, et un dans l'agriculture, la sylviculture ou la pêche.

## Culture et patrimoine

### Lieux et monuments

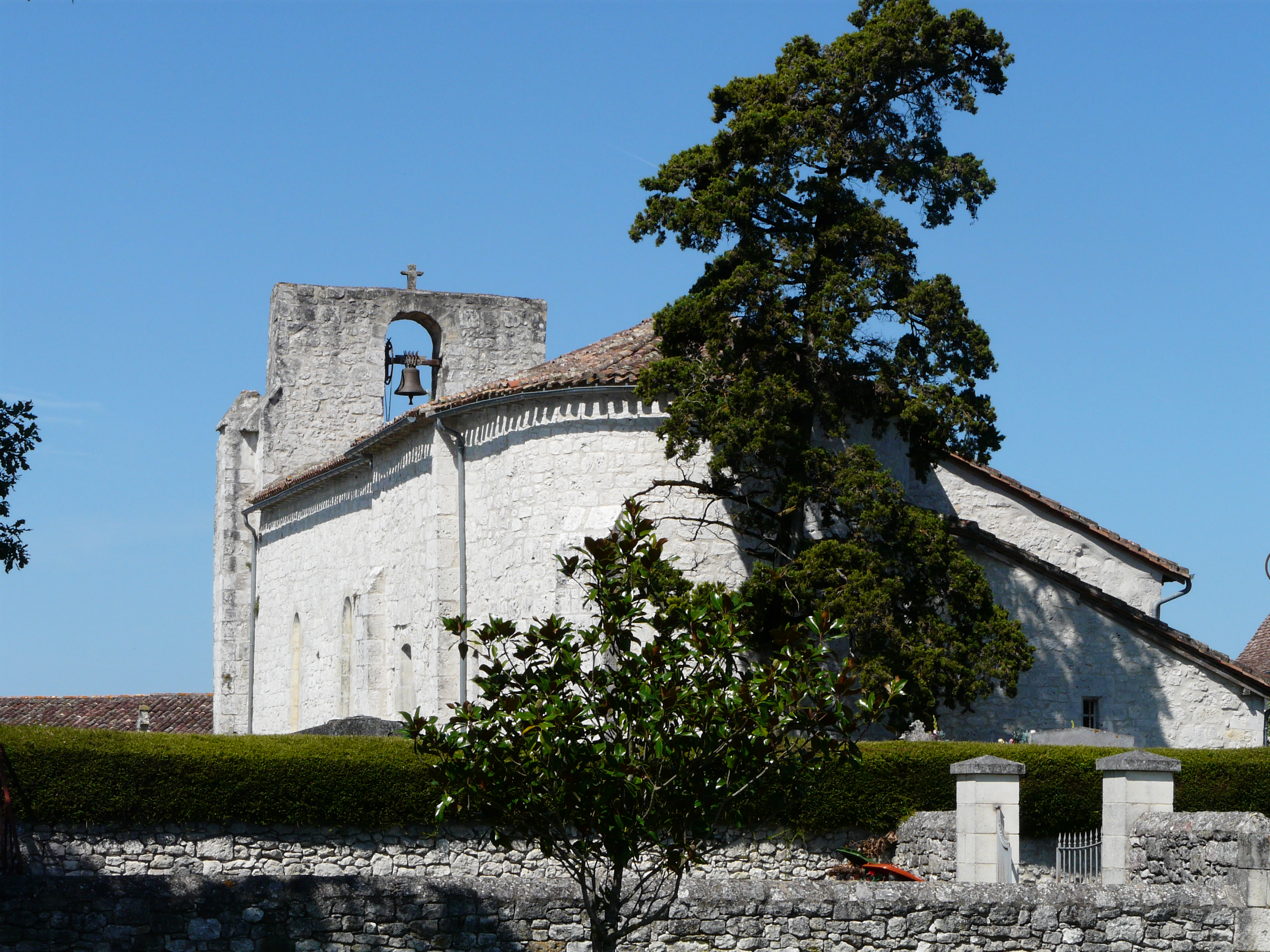
L'église Saint-Blaise.

- Château de Bardou, construit aux XIVe et XVe siècles avec ajout de deux ailes en équerre au XVIIIe siècle[59], inscrit aux monuments historiques depuis 1948[60].
- Église Saint-Blaise, romane.
- Débris de constructions romaines dans la plaine.

### Personnalités liées à la commune
- François de Souillac (1732 - 1803), administrateur colonial, est né et décédé au château de Bardou[61].

## Pour approfondir